# Bareszani
Bareszani, Barešani (maced. Барешани) – wieś w południowej Macedonii Północnej, w gminie Bitola.
Według stanu na 2002 rok wieś liczyła 205 mieszkańców.